# 현종 (고려)
현종(顯宗, 992년 8월 6일(음력 7월 1일, 율리우스력 8월 1일) ~ 1031년 6월 23일(음력 5월 25일, 율리우스력 6월 17일)은 제8대 국왕(재위: 1009년 3월 8일 (음력 2월 3일, 율리우스력 3월 2일) ~ 1031년 6월 23일 (음력 5월 25일, 율리우스력 6월 17일))이다.

## 주요 이력
휘는 순(詢), 자는 안세(安世), 보위 즉위 이전의 작위는 대량원군(大良院君)이었고, 묘호는 현종(顯宗), 시호는 대효덕위달사원문대왕(大孝德威達思元文大王), 묘호는 선릉(宣陵), 불교 승려 시절 법명은 선재(禪齋)이다. 태조의 아들 안종과 헌정왕후 황보씨의 아들이다.
안종 왕욱과 경종의 계비 헌정왕후의 사통으로 출생하여 암살 위기를 모면하고 1009년 강조의 정변으로 5촌 조카이자 이종사촌 형인 목종이 폐위되자 왕위를 계승하였다. 이후 거란의 두 차례 침입으로 피난을 다녀오기도 했으며, 비극적인 초년 시절에도 불구하고 전쟁에서 침착하게 대처하여 거란의 침입을 막아내었다. 또한 전후 고려의 국가제도를 정비하고 인재들을 적극적으로 등용하였으며 정변 이후 쇠약해진 왕의 힘을 키우기 위해 지방세력을 규제하고 왕권을 강화하여 중앙집권화를 이끌었고, 성종 이후 폐지된 연등회와 팔관회를 부활시켰다.
오랜 여요전쟁의 여파로 여럿 소실된 고려실록을 재편찬하고, 초조 대장경을 간행하였으며 교종 대사찰인 현화사 건립을 지시하였으나, 역시 유교의 진흥에도 힘써 설총과 최치원에게 작위를 추증하고 문묘(文廟)에 처음으로 모셔 제사를 지내게 하였다. 또 조성도감을 설치하여 1029년 8월, 재위 20년에 23km에 달하는 거대한 나성을 쌓아올렸다. 1011년 8월 재위 2년 째에는, 개경의 황성을 증축하고 고려 태조의 뜻을 받들어 장락궁에 새로 황성을 쌓았다.

## 생애

### 즉위 전
훗날 고려 현종이 되는 왕순(王詢)은 성종 11년(992년) 음력 7월 1일에,  아버지 왕욱(王郁-훗날 안종으로 추승)과 어머니 헌정왕후 황보씨(이름 불명) 사이에서 태어났다. 현종의 가계도는 매우 복잡한데 우선 아버지 왕욱은 태조 왕건의 아들이었고, 어머니 헌정왕후는 왕건의 손녀였다. 즉 둘은 삼촌과 조카 관계였다. 가장 큰 문제점은 두 사람이 정상적인 혼인 관계는 커녕 불륜 관계라는 것이었다.
어머니 헌정왕후는 원래 고려 국왕인 경종의 4번째 왕비였다. 그러던 981년 경종이 사망하면서, 그의 제4비(헌정왕후)는 궁궐 밖의 왕륜사(남쪽)의 개인 집에서 나와 살던 중, 이웃에 왕욱(안종)과 자주 교류하면서 결국 정을 통해 헌정왕후는 왕욱의 아이를 가지게 되었다.
이때 설화에 따르면 헌정왕후가 경종과 사별하고, 왕욱과 만나기 전 꿈에 곡령(鵠嶺)에 올라 소변을 누었더니, 온 나라에 흘러넘쳐 모조리 은빛 바다로 변하는 꿈을 꾸었는데, 이를 점쟁이에게 해몽 했더니, '아들을 낳으면 왕이 되어 한 나라를 가질 것이라는 점괘'가 나왔고, 헌정왕후는 과부인 자신이 어떻게 아이를 가질 수 있는지 의아해 했다는 설화가 있다. 당시 기준으로 왕비는 아무리 왕과 사별했어도 재혼을 하는 게 금지되어 있었기 때문에, 전대 왕(경종)의 왕비이자, 당시 국왕 성종의 동생였던 헌정왕후의 혼외 임신 사실은 매우 심각한 문제가 되었고, 헌정왕후의 집안 사람들은 왕욱과 헌정왕후가 같이 있을 때 왕욱의 집에 방화를 해, 이 임신 사실을 숨기려 했으나 실패했고, 이 과정에서 왕욱과 헌정왕후의 관계가 발각되자 국왕(성종)은 왕욱을 사수현(泗水縣, 현 사천시)에 귀양보낸다. 왕욱이 귀양 가고 얼마 뒤[7월 1일]에, 헌정왕후는 임신한 아이를 낳게되었고, 이 아이가 훗날 '고려 현종: 왕순(王詢)'이다. { 이 때의 왕순의 출산과정은 기록마다 조금씩 다름. }
어머니 헌정왕후가 왕순을 낳고 바로 사망하자, 외삼촌[성종]의 명에 의해 보모(혹은 유모)에게 맡겨졌다가 어느 날, 성종의 명으로 왕순이 궁에 들어와 성종과 대면하는데, 이때 왕순이 성종의 무릎 위로 기어올라오며 '아비, 아비'라고 불렀다고 한다. 이 때 성종은 동생헌정왕후가 생각났는지 눈물을 흘리며, 왕순을 아버지 왕욱에게 보냈다. 왕순은 아버지 왕욱이 사망하는 996년까지 귀양지[사수현]에서 함께 살았고, 왕욱이 사망한 이듬해[997년]에 개경으로 돌아왔다.

#### 출가와 탄압
왕순은 대량원군(大良院君)에 봉해졌으나 12살때인 목종 6년 목종의 친어머니 천추태후가 김치양과의 사이에 몰래 아들을 낳았고 두사람은 그 아이를 왕위에 앉히려고 음모를 계획했는데 당시  그를 숭교사(崇敎寺)에 보내 승려로 만들었다. 이모의 손에 이끌려 강제로 승려가 되었지만 이후 숭교사에 자객들이 자주 들이닥치자 고려 목종과 숭교사 내 승려들의 도움으로 1006년에 신혈사(神穴寺, 현재 서울 진관사)로 거처를 옮겨갔다.
여러 차례 김치양과 헌애왕후가 자객을 보내 자신의 목숨을 노리자 신혈사의 주지승인 진관대사가 그를 보호하기 위해 땅굴을 파 그를 그 곳에 대피시킨 뒤 그 위에 침대를 배치하는 기지로 위기를 모면하였다. 1009년(고려 목종 12년) 서북면도순검사 강조가 목종을 폐하고 옹립하여(강조의 정변) 왕위에 올랐다. 재위 초기에는 1009년 2월부터 이듬해 1010년 11월까지 강조가 실권을 잡았다.

### 즉위

#### 거란의 재침입
다음해 거란이 강조의 정변을 구실로 침입하자 강조에게 30만 군대로 방어하게 했으나 강조가 패하고 개경이 점령당하는 바람에 나주로 지채문의 호종을 받아 피난갔다가 환도했다. 이 때의 피난은 우리 역사에서 가장 비참한 몽진으로 기록된다. 현종은 창화현 아전에게 병장기를 빼앗기고 적성현에서는 무뢰배들이 그에게 활을 쏘았으며 나중에 공주를 나오면서 임신한 왕후마저 떼어놓고 피난해야 할 정도였다. 그리고 이 때에 공주에서 머물다 김은부의 딸과 관계를 맺어 나중에 그의 딸들이 왕후가 된다. 전주에서는 절도사 조용겸이 현종을 납치하려다 위기를 겨우 모면하기도 하였다. 이 기간에는 고려 중앙정부는 실질적으로 와해된 상태였으며 각처의 장수들에 의해서 거란을 물리치게 된다. 

#### 무인 세력과의 갈등
제2차 고려-거란 전쟁으로 군비(軍費)가 크게 증가하여 관리들에게 지급할 녹봉이 부족해지자 이를 충당하기 위해 1014년 11월에 경군(京軍) 무신들의 영업전(永業田)을 빼앗았다. 이에 거란과의 싸움에서 공이 높았던 상장군 최질, 김훈 등이 억울함을 호소하며 이 정책을 실행한 장연우, 황보유의를 붙잡아 대궐로 난입하여 현종 앞에서 이들에게 매질을 하고는 거란과의 전공이 높은데도 상을 받기는커녕 영업전을 빼앗긴 억울함을 호소하며 무신도 공이 높으면 문신처럼 높은 품계를 받을 수 있도록 해달라고 하였다. 현종은 일단 수락하였다.
1015년 현종은 이자림과 모의하여, 공이 높은 무신들을 위로한다면서 서경에서 잔치를 열어 고위 무신들을 불렀다. 잔치가 무르익어 무신들이 술에 취하게 되자 이들을 주살했다. 19명의 장군들이 살해되었으며, 이 사건으로 문치가 확고해졌다. 요사에 따르면 거란은 이 사실을 탐지했고 3차 침공에 대한 주장이 거란 조정에서 힘을 얻게 되었다.

#### 거란의 제3차 침입
1018년 거란이 현종의 입조(入朝)를 요구하며 다시 쳐들어왔으나 강감찬이 귀주에서 거란군을 대파함으로써(귀주대첩) 위기를 모면했다. 1022년 향리의 장의 명칭을 군현에서는 호장(戶長), 향·부곡 등에서는 장(長)으로 간소화시키고, 1024년에는 개경을 확장하여 5부(部) 35방(坊) 314리(里)로 정했다. 또한 그동안 폐지되었던 연등회와 팔관회를 부활시켰으며, 최초로 문묘종사(文廟從祀)의 선례를 만들었다.

### 생애 후반
경제 정책으로는 농상(農桑)을 적극적으로 장려하고 감목양마법(監牧養馬法)을 제정했으며 조세의 균등을 기하고 양창수렴법(養倉收斂法)을 실시했다. 세력 기반이 취약했던 그는 자신의 외가와 가까운 구 신라계 인사들을 중용하여 요직에 발탁하였다.
거란과 변방 야인들의 침입에 대응하여 송나라와의 외교를 강화하는 한편, 취약한 왕권을 위협할 수 있는 왕족과 호족들을 경계하였다. 1031년에 40세를 일기로 사망하였다. 능은 경기도 개풍에 있는 선릉(宣陵)이며, 시호는 원문(元文)이다.

## 가족 관계
| 992년 8월 1일 (음력 7월 1일) 고려 개성부 헌정왕후 사저 | 1031년 6월 17일 (음력 5월 25일) (38세) 고려 중경 정궁 중광전 |

|  |                        |  |  |  |  |  |  |  |  |  |  |  |  |  |  |  |
|  | 세조 왕륭              |  |  |  |  |  |  |  |  |  |  |  |  |  |  |  |
|  |                        |  |  |  |  |  |  |  |  |  |  |  |  |  |  |  |
|  |                        |  |  |  |  |  |  |  |  |  |  |  |  |  |  |  |
|  | 태조 왕건              |  |  |  |  |  |  |  |  |  |  |  |  |  |  |  |
|  |                        |  |  |  |  |  |  |  |  |  |  |  |  |  |  |  |
|  |                        |  |  |  |  |  |  |  |  |  |  |  |  |  |  |  |
|  | 위숙왕후 한씨          |  |  |  |  |  |  |  |  |  |  |  |  |  |  |  |
|  |                        |  |  |  |  |  |  |  |  |  |  |  |  |  |  |  |
|  |                        |  |  |  |  |  |  |  |  |  |  |  |  |  |  |  |
|  | 아버지 안종 왕욱       |  |  |  |  |  |  |  |  |  |  |  |  |  |  |  |
|  |                        |  |  |  |  |  |  |  |  |  |  |  |  |  |  |  |
|  |                        |  |  |  |  |  |  |  |  |  |  |  |  |  |  |  |
|  | 김억렴                 |  |  |  |  |  |  |  |  |  |  |  |  |  |  |  |
|  |                        |  |  |  |  |  |  |  |  |  |  |  |  |  |  |  |
|  |                        |  |  |  |  |  |  |  |  |  |  |  |  |  |  |  |
|  | 신성왕후 김씨          |  |  |  |  |  |  |  |  |  |  |  |  |  |  |  |
|  |                        |  |  |  |  |  |  |  |  |  |  |  |  |  |  |  |
|  |                        |  |  |  |  |  |  |  |  |  |  |  |  |  |  |  |
|  | 현종                   |  |  |  |  |  |  |  |  |  |  |  |  |  |  |  |
|  |                        |  |  |  |  |  |  |  |  |  |  |  |  |  |  |  |
|  |                        |  |  |  |  |  |  |  |  |  |  |  |  |  |  |  |
|  | 태조 왕건              |  |  |  |  |  |  |  |  |  |  |  |  |  |  |  |
|  |                        |  |  |  |  |  |  |  |  |  |  |  |  |  |  |  |
|  |                        |  |  |  |  |  |  |  |  |  |  |  |  |  |  |  |
|  | 대종 왕욱              |  |  |  |  |  |  |  |  |  |  |  |  |  |  |  |
|  |                        |  |  |  |  |  |  |  |  |  |  |  |  |  |  |  |
|  |                        |  |  |  |  |  |  |  |  |  |  |  |  |  |  |  |
|  | 신정왕후 황보씨        |  |  |  |  |  |  |  |  |  |  |  |  |  |  |  |
|  |                        |  |  |  |  |  |  |  |  |  |  |  |  |  |  |  |
|  |                        |  |  |  |  |  |  |  |  |  |  |  |  |  |  |  |
|  | 어머니 헌정왕후 황보씨 |  |  |  |  |  |  |  |  |  |  |  |  |  |  |  |
|  |                        |  |  |  |  |  |  |  |  |  |  |  |  |  |  |  |
|  |                        |  |  |  |  |  |  |  |  |  |  |  |  |  |  |  |
|  | 태조 왕건              |  |  |  |  |  |  |  |  |  |  |  |  |  |  |  |
|  |                        |  |  |  |  |  |  |  |  |  |  |  |  |  |  |  |
|  |                        |  |  |  |  |  |  |  |  |  |  |  |  |  |  |  |
|  | 선의왕후 유씨          |  |  |  |  |  |  |  |  |  |  |  |  |  |  |  |
|  |                        |  |  |  |  |  |  |  |  |  |  |  |  |  |  |  |
|  |                        |  |  |  |  |  |  |  |  |  |  |  |  |  |  |  |
|  | 정덕왕후 유씨          |  |  |  |  |  |  |  |  |  |  |  |  |  |  |  |
|  |                        |  |  |  |  |  |  |  |  |  |  |  |  |  |  |  |
|  |                        |  |  |  |  |  |  |  |  |  |  |  |  |  |  |  |

|    |                                                       | 생몰년                                | 부모                                  | 비고                                    |
| -- | ----------------------------------------------------- | ------------------------------------- | ------------------------------------- | --------------------------------------- |
| 부 | 안종 安宗                                             | 미상 - 996년                          | 태조太祖 신성왕후 김씨 神成王后 金氏  | 추존 국왕                               |
| 모 | 헌정왕후 황보씨 獻貞王后 皇甫氏 효숙왕태후 孝肅王太后 | 960년 이전 - 992년 960년 이전 - 993년 | 대종 戴宗 선의왕후 유씨 宣義王后 柳氏 | 제5대 경종의 왕비 경종 사후 안종과 사통 |

| 시호  | 시호                                              | 본관 | 생몰년        | 부모                                              | 비고                                                    |
| ----- | ------------------------------------------------- | ---- | ------------- | ------------------------------------------------- | ------------------------------------------------------- |
| 제1비 | 원정왕후 김씨 元貞王后 金氏                       | 선산 | 미상 - 1018년 | 성종 成宗 문화왕후 김씨 文和王后 金氏             | 현종 원년(1009년) 왕비 책봉                             |
| 제2비 | 원화왕후 최씨 元和王后 崔氏                       | 경주 | 미상          | 성종 成宗 연창궁부인 최씨 延昌宮夫人 崔氏         | 원정왕후의 이복 자매                                    |
| 제3비 | 원성왕후 김씨 元成王后 金氏 원성왕태후 元成王太后 | 안산 | 미상 - 1028년 | 김은부 金殷傅 안산군대부인 이씨 安山郡大夫人 李氏 | 덕종과 정종의 생모                                      |
| 제4비 | 원혜왕후 김씨 元惠王后 金氏 원혜태후 元惠太后     | 안산 | 미상 - 1022년 | 김은부 金殷傅 안산군대부인 이씨 安山郡大夫人 李氏 | 문종의 생모 현종 16년(1025년) 추존                      |
| 제5비 | 원용왕후 유씨 元容王后 柳氏                       | 정주 | 생몰년 미상   | 경장태자 敬章太子 미상                            | 현종 4년(1013년) 왕비 책봉 원정왕후 · 원화왕후의 친사촌 |
| 제6비 | 원목왕후 서씨 元穆王后 徐氏                       | 이천 | 미상 - 1057년 | 서눌 徐訥 이천군대부인 최씨 利川郡大夫人 崔氏     | 현종 13년(1022년) 왕비 책봉 서희의 손녀                 |
| 제7비 | 원평왕후 김씨 元平王后 金氏                       | 안산 | 미상 - 1028년 | 김은부 金殷傅 인산군대부인 이씨 安山郡大夫人 李氏 | 원성왕후 · 원혜왕후의 동생                              |

| 작호 | 작호                        | 이름      | 본관 | 생몰년        | 부모                                          | 비고                       |
| ---- | --------------------------- | --------- | ---- | ------------- | --------------------------------------------- | -------------------------- |
| 귀비 | 원순숙비 김씨 元順淑妃 金氏 |           | 경주 | 미상 - 1055년 | 김인위 金因謂 미상                            | 덕종 제1비 경성왕후의 생모 |
| 귀비 | 원질귀비 김씨 元質貴妃 金氏 |           | 개성 | 미상          | 왕가도 王可道 개성군부인 김씨 開城郡夫人 金氏 | 덕종 제2비 경목현비의 언니 |
| 귀비 | 귀비 유씨 貴妃 庾氏         |           | 미상 | 미상          | 미상                                          |                            |
| 궁인 | 궁인 한씨 宮人 韓氏         | 훤영 萱英 | 양주 | 미상          | 한인경 韓藺卿 미상                            |                            |
| 궁인 | 궁인 이씨 宮人 李氏         |           | 미상 | 미상          | 이언술 李彦述 미상                            |                            |
| 궁인 | 궁인 박씨 宮人 朴氏         |           | 미상 | 미상          | 박온기 朴溫其 미상                            |                            |

|   |                                               | 이름  | 생몰년          | 생모          | 배우자                                                                              | 비고        |
| - | --------------------------------------------- | ----- | --------------- | ------------- | ----------------------------------------------------------------------------------- | ----------- |
| 1 | 덕종 德宗 연경군 延慶君                       | 흠 欽 | 1016년 - 1034년 | 원성왕후 김씨 | 경성왕후 김씨 敬成王后 金氏 경목현비 김씨 敬穆賢妃 金氏 효사왕후 김씨 孝思王后 金氏 | 제9대 국왕  |
| 2 | 향춘전군 恒春殿君                             | 수 秀 | 1016년 - 미상   | 원화왕후 최씨 |                                                                                     |             |
| 3 | 정종 靖宗 평양군 平壤君                       | 형 亨 | 1018년 - 1046년 | 원성왕후 김씨 | 용신왕후 한씨 容信王后 韓氏 용의왕후 한씨 容懿王后 韓氏 용목왕후 이씨 容穆王后 李氏 | 제10대 국왕 |
| 4 | 문종 文宗 낙랑군 樂浪君                       | 휘 徽 | 1019년 - 1083년 | 원혜왕후 김씨 | 인평왕후 김씨 仁平王后 金氏 인예왕후 이씨 仁睿王后 李氏                             | 제11대 국왕 |
| 5 | 정간왕 靖簡王 평양공 平壤公 개성국공 開城國公 | 기 基 | 1021년 - 1069년 | 원혜왕후 김씨 | 미상                                                                                | 추존 제후왕 |
| 6 | 검교태사 檢校太師                             | 충 忠 | 미상            | 궁인 한씨     | 덕종의 딸                                                                           |             |

|   |                   | 이름      | 생몰년        | 생모          | 배우자                          | 비고         |
| - | ----------------- | --------- | ------------- | ------------- | ------------------------------- | ------------ |
| 1 | 효정공주 孝靜公主 |           | 미상 - 1030년 | 원화왕후 최씨 | 미상                            |              |
| 2 | 천수전주 天壽殿主 |           | 미상          | 원화왕후 최씨 | 미상                            |              |
| 3 | 인평왕후 仁平王后 |           | 미상          | 원성왕후 김씨 | 문종 文宗                       | 문종의 제1비 |
| 4 | 경숙공주 景肅公主 |           | 미상          | 원성왕후 김씨 | 미상                            |              |
| 5 | 효사왕후 孝思王后 |           | 미상          | 원혜왕후 김씨 | 덕종 德宗                       | 덕종의 제3비 |
| 6 | 효경공주 孝敬公主 |           | 미상          | 원평왕후 김씨 | 미상                            |              |
| 7 | 경성왕후 敬成王后 |           | 미상 - 1086년 | 원순숙비 김씨 | 덕종 德宗                       | 덕종의 제1비 |
| 8 | ▨▨전주 ▨▨殿主     | 아지 阿志 | 미상          | 궁인 박씨     | 검교소감 정민상 檢校少監 井民相 |              |

## 대중 문화속에 나타나는 현종

### 드라마
- 《천추태후》(KBS, 2009년, 배우:김지훈, 김진우, 강수한, 최수한)
- 《고려거란전쟁》(KBS, 2023년~2024년, 배우:김동준,유지완)

### 다큐멘터리
- 《평화전쟁 1019》(JTBC, 2019년, 배우:권영민)

## 같이 보기
- 한국의 역사
- 합천 해인사 대장경판